# アレジアント・エア

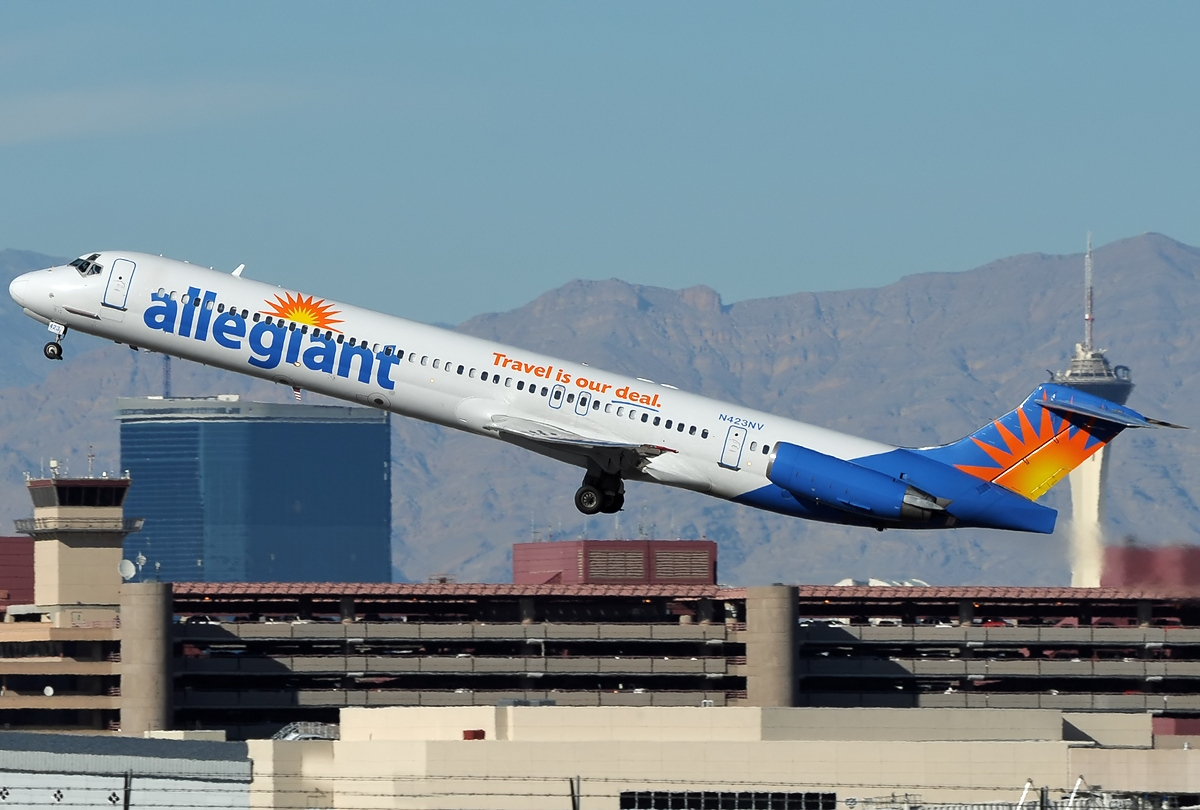
アレジアント・エアのMD-83型機

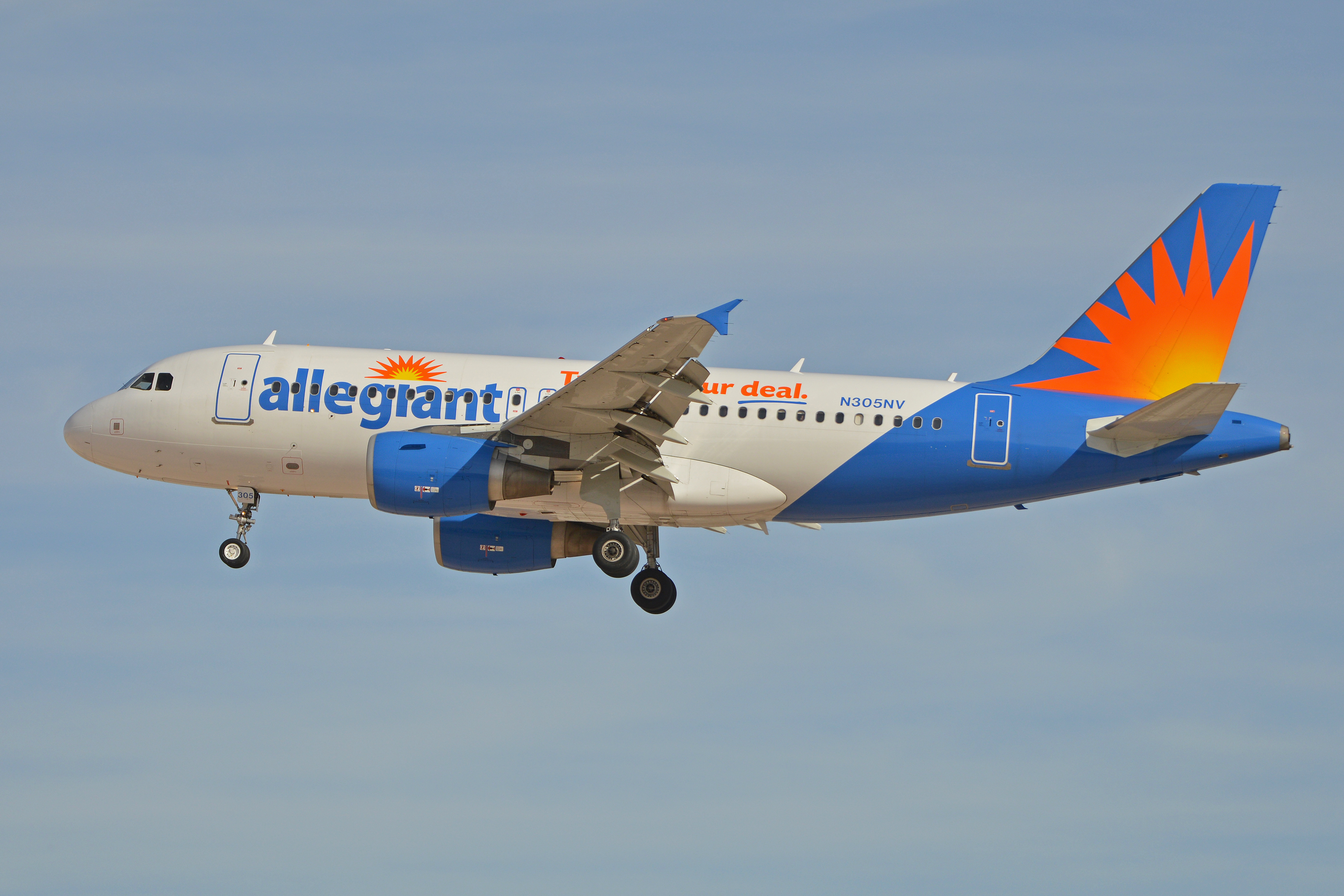
アレジアント・エアのAirbus A319-100

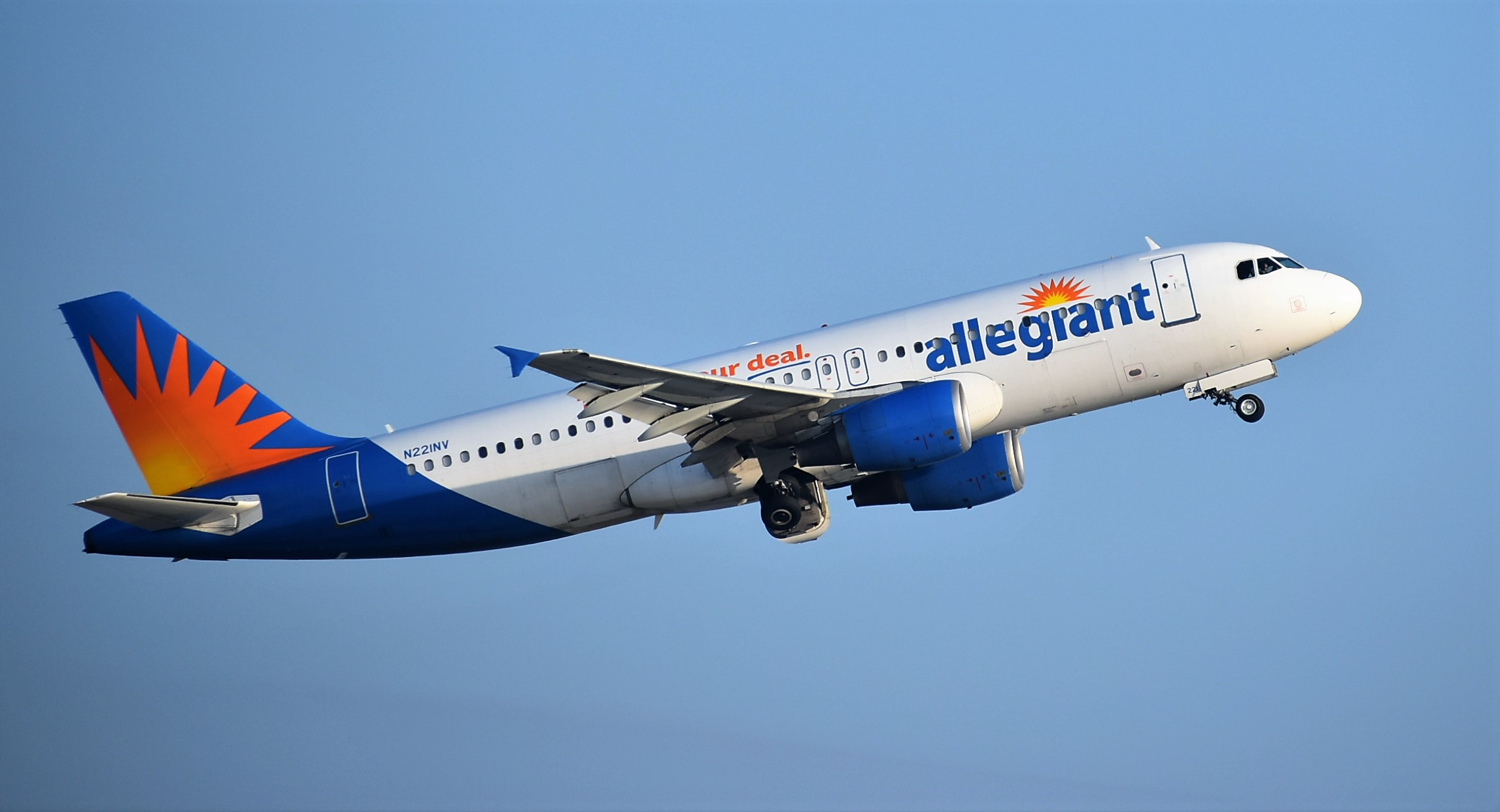
アレジアント・エアのAirbus A320-200

アレジアント・エア (英語: Allegiant Air）は、アメリカ合衆国ネバダ州ラスベガス郊外サマーリンに本社を置く格安航空会社である。Allegiant Travel Company (NASDAQ: ALGT) 社によって運航されている。
スピリット航空とともに、超格安航空会社 (Ultra Low-Cost Carriers, ULCC) とも呼ばれている。

## 歴史
- 1997年1月、ウェストジェット エクスプレスとして設立された[2]。カナダのウェストジェットと名前が酷似していることを受けて商標権をめぐる裁判が行われ、最終的に社名をアレジアント・エアに変更した。
- 1998年6月19日、定期便、チャーター便運航についてFAAと米国運輸省の認証を取得し、国内、カナダ、メキシコへのチャーター便運航権を獲得した[3]。
- 1998年10月15日、ラスベガス国際空港・フレズノ・ヨセミテ国際空港間で、ダグラスDC-9型機で定期便運航を開始した。
- 2000年、燃料費の上昇を受け、連邦倒産法第11条章に基づく破産保護を申請した[4]。
- 2001年6月、運航形態を低コストの格安航空会社モデルに変更し、大手航空会社がサービスを提供していない小さな市場に焦点を当て、本社もラスベガスに移転した[5]。
- 2002年3月、ハラーズと提携を開始した。
- 2002年3月、マクドネル・ダグラスMD-80型機を導入した。
- 2006年11月、新規株式公開を計画し、証券取引委員会に登録届出書を提出した。
- 2007年10月、アリゾナ州のフェニックスに事業拠点を開設した。
- 2007年11月14日、フォートローダーデールに5番目の重点都市とし、事業拠点を開設した。
- 2010年3月、ハワイへの就航計画の一環として、中古のボーイング757-200型機6機を導入[6]。
- 2015年半ば、飛行中の機材の故障が相次いで発生した。「2015年6月25日の夜が終わる前に、アレジアントの5便が4時間で中断された。そのすべては、異なる飛行機が空中で故障したためだった」とタンパベイ・タイムズ紙は報じた[7]。

## 特徴・サービス

### ビジネスモデル
主にレジャー旅行者、特にプンタ・ゴルダ、タンパ、ラスベガス、オーランド、ロサンゼルス、フェニックスなど、温暖な気候の観光地に移動する、寒冷な北部の旅行者に向けたサービスを提供している。大手航空会社の便が少ない小規模な空港に就航する傾向があり、他の航空会社との競争を避ける路線展開を行っている。2020年初頭の時点で運航している518路線のうち、他社と競合している路線はわずか18%しかない。
また、空港利用料もなるべく低コストに抑える戦略をとっており、空港カウンターを時間単位で最低限の時間のみレンタルしたり、他社と契約して人員を配置したりしている。 
カナダへの運航は行っていないが、カナダと米国の国境近くの約12の小さな空港に就航している。国境近くのそれらの空港の利用客の多くはカナダ人であり、カナダから米国に入国して、米国国内線を飛行することで航空運賃を節約している。
さらに、人件費や機材コストも低く抑える戦略をとっており、中古機材を割引価格で購入している。 初期購入価格を抑えているため、機材運用には余裕を持たせることが可能となっている(ジェットブルー航空が1日13時間飛行しているのに対し、1日平均7時間の飛行時間に抑えている)。余裕のある機材運用によって人件費を低く抑えており、乗員運用も本拠地以外での滞在を避け、ホテルの宿泊費を節約している。
航空券の販売もウェブサイトを通じてのみ行い、価格管理を徹底している。

### チャーター便運航
チャーター事業は、2009年時点で収益の7%を占めた。
2011年3月、ネバダ州ウェストウェンドーバーの3つのカジノに顧客を輸送するために、150席のマクドネル・ダグラス MD-80型機1機でウェンドーバー空港へのチャーターサービスを開始した。
また、カジノホテルチェーンのシーザーズ・エンターテインメントとチャーター契約を結んでおり、リノ・タホ国際空港、ラフリン/ブルヘッド国際空港、チュニカ市営空港を経由してシーザーズのカジノ施設に顧客を輸送していた。この契約は2012年12月に終了し、シーザーズエンターテインメントは新たにリパブリック航空と契約を締結した。
他にも、米国森林局や大学バスケットボールチームなど、個別契約によるチャーター便も運航していた。2009年6月には、マイアミからキューバの4つの都市へのチャーター便の運航を開始した。契約は定額料金の飛行であり、アレジアント・エアは航空機運航のみを提供し、燃料代などの他の全費用は契約主が負担する。なお、2009年8月にこのサービスを終了した。

### 追加料金サービス
2009 年の付帯収入は乗客 1 人あたり 33.35 ドルを記録した。2024年第2四半期の付帯収入は乗客1人あたり75.34 ドルまで増加した。
ヨーロッパのライアンエアーなど、多くの格安航空会社と同様に、多くのサービスに追加料金を設定している。手荷物の預け入れや持ち込み、機内での飲食物の購入、事前の座席指定などに追加料金がかかる。
さらに、ウェブサイトでホテルの部屋、レンタカー、観光名所への入場券などを手配し、Allegiant Vacationsという名前でパッケージバケーションを販売している。このサービス向けに、ラスベガスに34軒、フロリダ州オーランドとデイトナビーチ地域の21軒のホテルと契約を結んでいる。2008年には、航空会社はのべ400,000泊の宿泊を販売し、この事業の収益は、会社全体の収益の最大3分の1を占めている。

### スポンサー
- 2018年7月、マイナーリーグベースボール(MiLB)の公式スポンサー航空会社となった[17]。
- 2018年9月には、ナショナルホッケーリーグのベガス・ゴールデンナイツと公式航空会社パートナーとして提携した[18]。
- 2019年6月3日、FCシンシナティの公式航空会社パートナーにも就任した。本拠地のTQLスタジアムにも、アレジアント・エアにちなんで名付けられた入場ゲートがある[19]。
- 2019年8月5日、ナショナルフットボールリーグ(NFL)のラスベガス・レイダースの新本拠地の命名権を20年契約で購入し、アレジアントスタジアムと命名された。
- 2020年1月、アメリカンフットボールチームのインディアナポリス・コルツの公式パートナー航空会社に就任[20]。

## 就航都市
主に西海岸（ネバダ州ラスベガス、カリフォルニア州）、東海岸（フロリダ州）を拠点に、国内線556路線を運航している。

## 機材
2022年3月現在の平均機齢は14.9年である。
| 機種                   | 保有数 | 発注数 | 席数    |        |
| ---------------------- | ------ | ------ | ------- | ------ |
| エアバスA319-100       | 34     | ー     | 156     |        |
| エアバスA320-200       | 89     | ー     | 177/186 |        |
| ボーイング737MAX-8-200 | 7      | 13     |         | [ 22 ] |
| ボーイング737MAX-7     | 0      | 30     |         | [ 22 ] |
| 合計                   | 130    | 43     |         |        |